# Лимони
Лимони́ (фр. и окс. Limony) — коммуна во Франции, находится в регионе Рона — Альпы. Департамент коммуны — Ардеш. Входит в состав кантона Серьер. Округ коммуны — Турнон-сюр-Рон.
Код INSEE коммуны — 07143.
Коммуна расположена приблизительно в 430 км к юго-востоку от Парижа, в 50 км южнее Лиона, в 70 км к северу от Прива.

## Население
Население коммуны на 2008 год составляло 776 человек.
| 1962 | 1968 | 1975 | 1982 | 1990 | 1999 | 2008 |
| ---- | ---- | ---- | ---- | ---- | ---- | ---- |
| 499  | 529  | 482  | 544  | 548  | 606  | 776  |

## Экономика
В 2007 году среди 472 человек в трудоспособном возрасте (15—64 лет) 359 были экономически активными, 113 — неактивными (показатель активности — 76,1 %, в 1999 году было 70,8 %). Из 359 активных работали 323 человека (181 мужчина и 142 женщины), безработных было 36 (16 мужчин и 20 женщин). Среди 113 неактивных 23 человека были учениками или студентами, 50 — пенсионерами, 40 были неактивными по другим причинам.

## Достопримечательности
- Древнеримский порт
- Церковь, восстановленная в XIX веке